# Мухаммад Дауд Сіях
Алауддін Мухаммад Дауд Сіях (1864 — 6 лютого 1939) —останній султан Ачеху в 1874—1903 роках.

## Життєпис

### Дитинство
Походив з Бугіської династії. Онук султана Алауддіна Ібрагіма Мансура Сіяха, син туанку (принца) Зайнуддіна (Зайнул Абідіна). Народився 1869 року, отримавши ім'я Мухаммад Дауд. 1870 року його дід й батько один за одним померли, тому трон дістався представнику з іншої гілки династії — Алауддіну Махмуду Сіяху II.
1873 року Нідерданди, уклавши з Великою Британнією, Суматранський трактат, розпочали війну проти султанату Ачех. 1874 року столиця Кутараджа впала. Алауддін Махмуд Сях був евакуйований своїми слугами, але помер від холери 28 січня 1874 року. Через 3 дні командуючий генерал Ян ван Світен оголосив про включення Ачеха до складу державних територій Нідерландської Ост-Індії. В свою чергу знать за підтримки улемів і улебалангів (вождів племен) оголосили про продовження боротьби, звівши на трон Мухаммада Дауда, інтронизація якого відбулася 4 березня 1875 року в мечеті Лам-Теунгох міста Анеук-Галонг. Прийняв тронне ім'я Алауддін Мухаммад Дауд Сіях Бердаулат.

### Панування
З огляду на молодий вік нового султана було призначено мангкубумі (регента) туанку Хасим (з правлячої династії). Резиденцію було переміщено до Кота-Даламі у районі Піді. Війна з голландцями переважно здійснювалася партизанськими заходами. В результаті 1880 року супротивник замість того, щоб продовжувати війну, зосередився на обороні територій, які вже контролював — здебільшого навколо столиці султанату та узбережжя Суматри. 13 жовтня 1880 року колоніальний уряд оголосив, що війна закінчилася, і встановив цивільний уряд, але продовжував витрачати значні кошти на збереження контролю над окупованими територіями.
1883 року султана офіційно було оголошено повнолітнім. Невдовзі запеклі бойові дії з голландцями поновилися. Бойові дії не призводили до повного успіху жодноїзі сторін. Тоді ворог султана став підкуповувати вождів та знать. 1887 року — стриєчний брат і тесть султана Туанку Абдулмаджид. 1891 року після загибелі талановитого військовика Мухаммада Самана (відомого як Теунгку Чік ді Тіро) становище султанату ще погіршилося.
У 1890-х роках голландці спробували впоратися з опором двома способами: або залучити місцевих лідерів, або застосувати нову ефективну антипартизанську тактику. Ці стратегії повільно дали ефект, і султан Алауддін Мухаммад Дауд Сіях з почтом був змушений рухатися далі до північний захід узбережжя Ачеха, щоб уникнути захоплення. 1893 року Теуку Умар, амірул-бахрі (адмірал) морського флоту Ачеху, уклав мирну угоду з голландцями. 1897 року помирає перший міністр  Таунку Хасім.
1898 року через В.Ієшина, капітана 1-рангу броненосця «Наварин» Алауддін Мухаммад Дауд Сіях запропонував уряду Російської імперії визнати її зверхність в обмін на допомогу проти голландців. Отримав відмову через складність створення російської бази на Суматрі, а головне через небажання ускладнювати стосунки з Великою Британією, яка вже визнала усю Суматру за Нідерландами. 1899 року ворог захопив Піді.
У 1901 році султан зазнав тяжкої поразки в битві біля Батей-Ілі, після чого втік до нагір'я Гайо. У 1902 році офіцеру голландської армії Хансу Крістофелю вдалося схопити головну дружину султана, а через місяць його другу дружину — Кот Муронг — і одного з його синів. Алауддіну Мухаммаду Дауду Сіяху було висунуто ультиматум: якщо він не здасться протягом місяця, його родину буде вислано з Ачеху. 1903 року той здався. 10 січня було підписано капітуляцію, за якої Мухаммад Дауд Сіях втратив владу. Втім окремі партизанські загони діяли до 1912 року.

### Решта життя
Отримав великий будинк і щомісячне утриманням у 1200 гульденів. У 1907 році було виявлено, що колишній султан таємно допомагав планувати партизанські атаки голландські пости. Його було заслано спочатку до Батавії, а потім на о.Амбон. У 1918 році йому дозволили оселитися в Батавії. Колишній султан помер там 6 лютого 1939 року і похований у Равамангуні.